# Glikacija
Glikacija (neenzimska glikozilacija) je rezultat tipično kovalentnog vezivanja proteinskih ili lipidnih molekula za molekule šećera, kao što su fruktoza ili glukoza, bez posredstva enzima. Svi krvni šećeri su redukujući molekuli. Glikacija se može odvijati unutar tela (endogena glikacija) ili izvan tela (egzogena glikacija). Kad je kontrolisana enzimima, adicija šećera na molekule proteina ili lipida se naziva glikozilacijom. Glikacija je slučajan proces koji onemogućava funkcionisanje biomolekula, dok se glikozilacija javlja na definisanim mestima na ciljnim molekulima i neophodna je za dejstvo molekula. Znatan deo ranog laboratorijskog istraživanja fruktozne glikacije je bio baziran na nepreciznim tehnikama za merenje, što je dovelo od drastičnog potcenjivanja značaja fruktoze u glikaciji.